# 세르지우 콘세이상
세르지우 파울루 마르세네이루 다 콘세이상(포르투갈어: Sérgio Paulo Marceneiro da Conceição, 1974년 11월 15일 ~ )은 포르투갈의 은퇴한 축구 선수이자 축구 지도자로 현역 시절에는 주로 오른쪽 윙어로 뛰었다.

## 클럽 경력
포르투갈의 아카데미카 코임브라에서 선수 생활을 시작한 그는, 1996년 포르투갈의 강호 FC 포르투에 입단하였다. 그는 포르투에서 중심 선수로 활약하며 두 시즌 연속으로 리그와 컵 대회 우승에 공헌하였고, 1998-99 시즌 직전에 1000만 달러의 이적료를 기록하며 세리에 A의 SS 라치오로 이적하였다. 당시 라치오 감독이었던 스벤예란 에릭손 감독의 신뢰 아래에서 계속해서 오른쪽을 책임졌고, 유로 2000에서 포르투갈의 주전 미드필더로 활약하며 독일을 상대로 해트트릭을 하기도 하였다.
그러나 엄청난 활약에도 불구하고, 2000-2001 시즌 직전에 원치 않는 파르마 행을 하였고, 라치오와의 경기에서 경기 최우수 선수로 뽑힐 정도로 뛰어난 활약을 펼치며 파르마의 주전 선수로 활약하였다. 그 후 2001년 인테르나치오날레로 이적하였으나 두 시즌 동안 부진한 모습을 보였고, 2003-04 시즌 라치오로 이적해서도 계속해서 부진한 모습을 보였다.
이로 인해 2004년 자국의 포르투로 복귀하였으나, 그곳에서도 부진을 면치 못해 벨기에의 스탕다르 리에주로 임대되었고, 2007년 계약 종료로 일시적으로 소속 팀이 없었으나, 같은 해 9월 쿠웨이트의 알 카디시야로 이적하였다.
알 카디시야에서는 4개월 동안 활약하였고, 2008년에는 그리스의 PAOK FC로 이적하여 2009년 은퇴를 선언하였다.

## 국가대표 경력
포르투갈 축구 국가대표팀에서는 1996년 발탁되어 2003년 은퇴하기까지 56경기에서 12골을 넣었고, 유로 2000과 2002년 FIFA 월드컵에서 포르투갈 대표로 뛰었다.

## 여담
아들은 프란시스코 콘세이상도 축구 선수이다.

## 수상

### 선수

#### 레사
- 세군다 리가 : 1994-95

#### FC 포르투
- 프리메이라리가 : 1996-97, 1997-98, 2003-04
- 타사 데 포르투갈 : 1997-98
- 수페르타사 칸디두 데 올리베이라 : 1996

#### SS 라치오
- 세리에 A : 1999-2000
- 코파 이탈리아 : 1999-2000, 2003-04
- 수페르코파 이탈리아나 : 1998
- UEFA컵 위너스컵 : 1998-99
- UEFA 슈퍼컵 : 1999

### 감독

#### FC 포르투
- 프리메이라리가 : 2017–18, 2019–20, 2021–22
- 타사 데 포르투갈 : 2019–20, 2021–22, 2022–23
- 타사 다 리가 : 2022-23
- 수페르타사 칸디두 데 올리베이라 : 2018, 2020, 2022

#### AC 밀란
- 수페르코파 이탈리아나 : 2024
- 코파 이탈리아 : 준우승 (2024-25)

### 개인
- 벨기에 골든슈 : 2005
- 프리메이라리가 올해의 감독 : 2017–18, 2019–20, 2021–22
- 프리메이라리가 이 달의 감독 7회